# Кицмань
Ки́цмань (укр. Кі́цмань), ранее Козмень (рум. Cozmeni, нем. Kotzmann) — город в Черновицком районе Черновицкой области Украины. Административный центр Кицманской городской общины

## Географическое положение
Расположен на берегу реки Совица.

## История
В 1413 году поселение впервые упоминается в письменных источниках, с начала XVI века оказалось под властью Турции, а в 1774 году — Австрийской империи.
В 1788 году поселение получило статус местечка. В 1883 году здесь насчитывалось 3959 жителей, действовали двухлетняя школа и польская библиотека-читальня.
В ноябре 1918 года Кицмань оккупировали румынские войска и оно было включено в состав Румынии. В 1926 году здесь начала деятельность подпольная коммунистическая организация, 28 июня 1940 года в составе Северной Буковины поселение вошло в состав СССР.

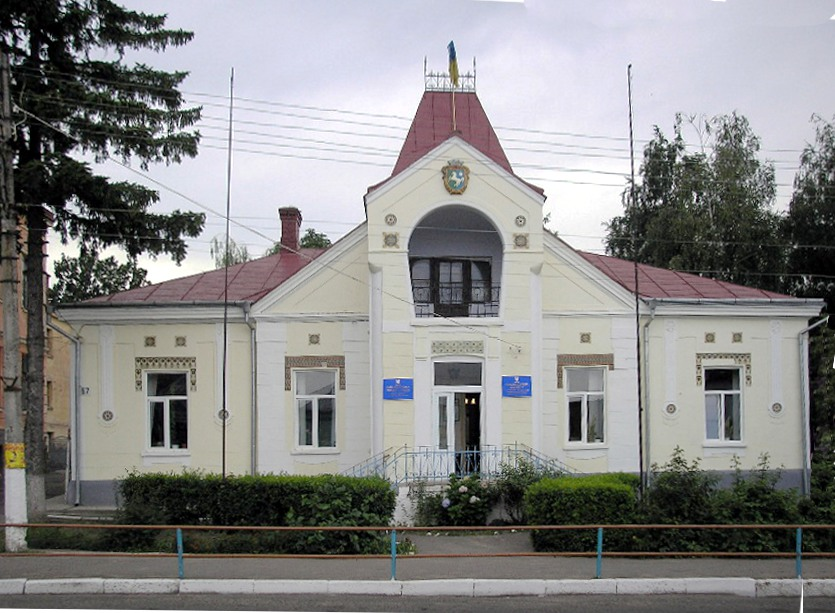
Городской совет

В 1940 году получен статус города районного значения.
1 июня 1941 года здесь началось издание районной газеты.
В ходе Великой Отечественной войны 5 июля 1941 года был оккупирован немецко-румынскими войсками, здесь была установлена румынская оккупационная администрация. В период оккупации всё еврейское население было уничтожено.
Освобождён 28 марта 1944 года войсками 1-го Украинского фронта в ходе Проскуровско-Черновицкой операции:
- 1-я танковая армия — 45-я гвардейская танковая бригада (полковник Моргунов Николай Викторович) 11-го гвардейского танкового корпуса (генерал-лейтенант танковых войск Гетман Андрей Лаврентьевич)[9].

По состоянию на начало 1973 года здесь действовали маслозавод, инкубаторная станция, зооветеринарный техникум и историко-краеведческий музей.
По состоянию на начало 1981 года здесь действовали райсельхозтехника, райсельхозхимия, межколхозная строительная организация, комбинат бытового обслуживания, совхоз-техникум, три общеобразовательные школы, музыкальная школа, исторический музей, Дом культуры, пять библиотек, клуб и кинотеатр.
В январе 1989 года численность населения составляла 9500 человек, основой экономики города в это время являлась пищевкусовая промышленность.
На 1 января 2013 года численность населения составляла 6762 человек.
В ходе административно-территориальной реформы в Украине, в 2020 году Кицманский район был упразднён, а город стал административным центром Кицманской городской общины Черновицкого района

## Образование
- сельскохозяйственный техникум (бывший совхоз-техникум)[12]

## Транспорт
- железнодорожная станция Кицмань[1][5] на линии Черновцы — Тернополь[3] Львовской железной дороги

## Известные уроженцы
- Ивасюк, Владимир Михайлович — поэт и композитор
- Ани Лорак — эстрадная певица, народная артистка Украины

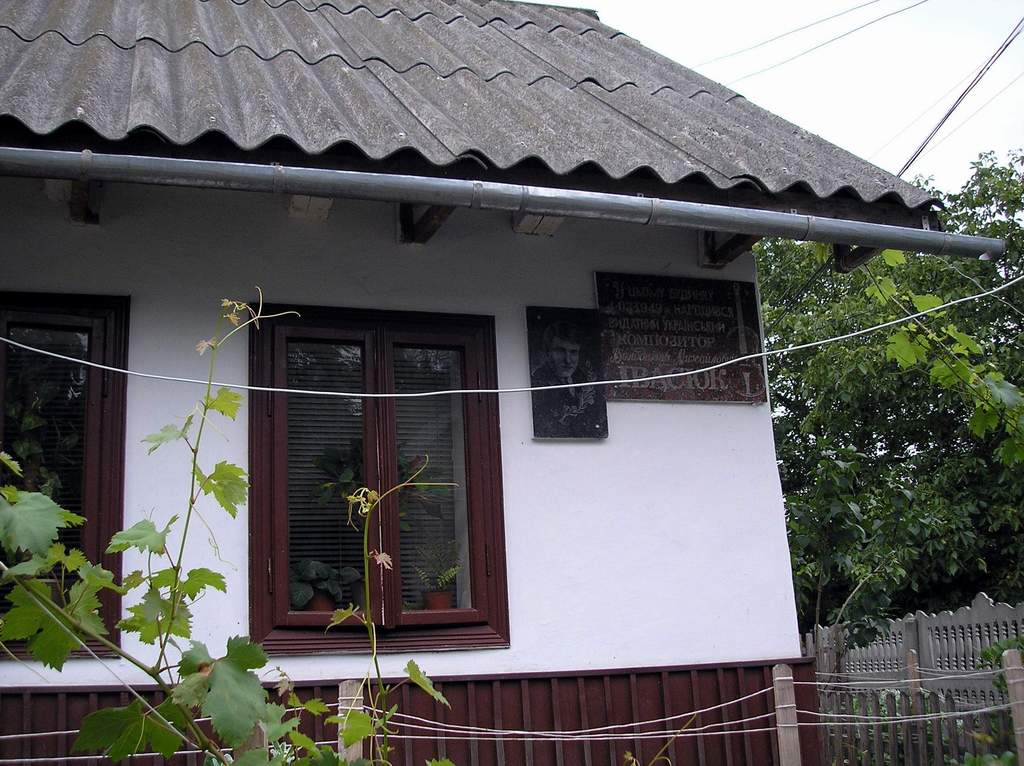
Дом в г. Кицмань, в котором родился Владимир Ивасюк

## Описание герба г. Кицмань
Центральным элементом герба является гербовый щит синего и зелёного цветов, выполненный согласно рекомендации Украинского Геральдического Общества (УГТ). При создании нового герба взята форма Испанского щита, что является традиционным для городов и сёл Украины. Принятая система украшений символов и элементов герба:
- Синий цвет герба означает верность, честность горожан, их безупречность в труде, а также водные ресурсы, которыми так богат город;
- Зелёный цвет щита символизирует периодическое обновление земли, зелёную красоту города;
- На щите расположен конь — символ трудолюбия и хозяйственной удачи, благополучия жителей города. К тому же конь является символом города Кицмань со времён Австрийской Империи и Румынского периода;
- В правом верхнем углу щита размещена бочка, в которой, согласно легенде, женщина по имени Кица (откуда и происходит современное название города) утопила турка. Это знак уважения современников к истории, историческим символам края;
- Картуш (обрамление) щита — колосья пшеницы и ветви бука золотистого цвета, выполненного согласно требованиям УГТ;
- Верхнюю часть картуша венчает цветок рододендрона восточно-карпатского красного, известного в народе под названием «червона рута»;
- Корона означает статус поселения. Количество зубцов на башне и цвет свидетельствуют о том, что поселение является городом уездного, а в нынешнем понимании районного значения;
- В нижней части изображена грамота Молдавских Князей, где в 1413 году впервые упоминается поселение, на месте которого расположен город Кицмань.